# Alenah
Alenah är ett svenskt hardcoreband från Dalsland.

## Biografi
Bandet bildades år 2010 i Dalsland. Noterade för sitt expressiva scenspråk togs de via Close-Up Magazine vidare till att medverka på Metaltown 2012. Efter EP:n Sotiga liljor i Seine (2010) och singeln Mitt Waterloo (2011), släpptes debutalbumet Alla vägar bär till rom (2013) genom Tell Wilhelm Records. 2016 följde albumet För alltid. 
Alenah sjunger uteslutande på svenska.

## Medlemmar
- Isac Elingbo - Sång
- Erik Winberg - Gitarr, sång
- Johan Glimmersten - Trummor
- Oscar Salman Prim - Gitarr, sång
- Victor Johannesson - Bas

## Diskografi

### Album
- 2013 – Alla vägar bär till rom
- 2016 – För alltid

### EP
- 2010 – Sotiga liljor i Seine
- 2011 – Mitt Waterloo

### Singlar
- 2010 – Vindspel
- 2011 – Mitt Waterloo
- 2013 – Mellan hägg och siren
- 2013 – Så länge jorden är rund kan jag inte vara lycklig
- 2013 – Alla vägar bär till rom
- 2016 – Lång natts färd
- 2016 – Himalaya